# Annas Begegnungen
Annas Begegnungen (Originaltitel: Les Rendez-vous d’Anna) ist ein Film von Chantal Akerman aus dem Jahr 1978. Die Titelrolle spielt Aurore Clément.

## Handlung
Anne Silver ist eine junge Filmregisseurin. Wir sehen sie auf den letzten Stationen einer Reise, bei der sie einen ihrer Filme vorgestellt hat. Von Essen führt ihre Rückreise über Köln und Brüssel zurück in die Stadt, in der sie wohnt, nach Paris.
Die Handlung spielt an drei Tagen und drei Nächten, und ihr Ablauf ist vorgegeben durch die Zugfahrten von Ort zu Ort und die Aufenthalte in Hotels.
Fünf Begegnungen hat Anna in diesen drei Tagen und drei Nächten; alle sind dominiert von langen Gesprächen, die wiederum – mit Ausnahme des Gesprächs mit ihrer Mutter – vor allem aus langen Monologen ihrer Gegenüber bestehen.
Anna begegnet am Kinoabend in Essen Heinrích, dem von seiner Frau verlassenen, in Bottrop mit Mutter und Tochter lebenden Lehrer; im Bahnhof in Köln begegnet sie Ida, einer Freundin ihrer Mutter; im Zug, der sie nach Brüssel und ihn nach Paris bringt, sucht ein weiterer Deutscher das Gespräch mit ihr; in Brüssel wird sie am Bahnhof von ihrer Mutter erwartet, und gemeinsam nehmen sie ein Zimmer in einem Hotel; sie erzählt ihrer Mutter von ihrer Liebesbeziehung mit einer Frau, die sie nun nur noch telefonisch spricht. Schließlich, in Paris, wird sie an der Gare du Nord abgeholt von Daniel, und auch mit ihm nimmt sie ein Hotelzimmer.
Als er einen Schwächeanfall erleidet, versorgt Anna ihn mit Medikamenten, aber als es nichts mehr zu tun gibt für sie, kehrt sie in die eigene Pariser Wohnung zurück. Erschöpft lässt sie sich aufs Bett fallen und hört die Nachrichten auf dem Anrufbeantworter ab: Nachrichten von Freunden, die ein Treffen mit ihr verabreden wollen, neue Orte und Termine für Film-Präsentationen, eine Frauenstimme, die fragt: „Anna, where are you?“ Anna ruft niemanden zurück.

## Inszenierung
Les Rendez-vous d’Anna besitzt einen sehr langsamen Rhythmus. Der Film ist gekennzeichnet durch lange fixe Einstellungen, so insbesondere bei den Monologen von Annas Gesprächspartnern, und zuweilen auch durch lange Kamerafahrten, so z. B. beim Gang Annas und Heinrichs durch die menschenleeren nächtlichen Straßen von Essen und noch einmal beim Gang Annas und ihrer Mutter entlang an den beleuchteten Fenstern von Bahnhofshotels in Brüssel. Durch den symmetrischen Bildaufbau, bei dem Anna oft in der Mitte steht, werden Selbstbezogenheit, Abstand von anderen und Isolation deutlich.

## Hintergrund
Der Film kann als ein Selbstporträt seiner damals 28-jährigen Regisseurin aufgefasst werden. Bereits der Vorname der Protagonistin deutet darauf hin: Chantal Akerman heißt mit zweitem Vornamen „Anne“.
Ganz ähnlich und teilweise mit denselben Worten wie in einer ersten Synopsis des Films hat Akerman sich mehrfach über sich selbst in Interviews geäußert: „Anne ist Cineastin. ... Man wird nicht erfahren, warum sie überhaupt Filmemacherin ist, außer dass es ihr erlaubt oder auch sie zwingt, sich treiben zu lassen, nicht sesshaft zu werden, eine Nomadin zu sein. ... Anne ist Junggesellin. Sie ist jemand, die hin- und herzieht, die vagabundiert.“
In einem Gespräch in der Pariser Cinémathèque Française Anfang 2018, in dem sie nach Reaktionen der Hauptfigur des Films befragt wird, antwortet die Darstellerin Aurore Clément mehrere Male, dazu könne sie selbst gar nichts sagen, denn „ça, c’est Chantal“ – das seien eindeutig die Reaktionen und Worte Chantal Akermans selbst.

## Produktion
Die Dreharbeiten fanden im Zeitraum vom 2. Januar bis zum 23. Februar 1978 ausschließlich an den Originalschauplätzen der Handlung statt.
Laut Filmdienst
wurde der von „Das kleine Fernsehspiel“ des ZDF mitproduzierte Film im Zweiten Deutschen Fernsehen bereits am 6. Juli 1978 gezeigt. Die Kino-Erstaufführung fand beim „Festival cinématographique international de Paris“ im Oktober 1978 statt.

## Rezeption
Größere Bekanntheit hatte Chantal Akerman bereits drei Jahre zuvor mit ihrem Film Jeanne Dielman erreicht. Dennoch reagierte ein Teil des Publikums mit Unverständnis oder sogar mit Hohn auf ihren neuen Film.
In der Zeitung Le Monde hieß es in einem Bericht zum Filmfestival, auf dem Les Rendez-vous d’Anna seine Kino-Premiere hatte: „Im großen Saal des Kinos ‚Empire‘ wurde bei der Abendvorführung einige Male gelacht. Gelacht wurde am Nachmittag nicht. Es gab nur eine spürbar gereizte Unruhe, der dann eine faszinierte Aufmerksamkeit folgte.“
Auch für den Rezensenten der Neuen Zürcher Zeitung „wirkte“ die von Helmut Griem dargestellte Figur, Heinrich, „(unfreiwillig?) komisch“. – Und die Chantal Akerman unterstellte „Absicht, durch die Ausschläge der ‚kleinen‘ persönlichen Geschichte die Bewegungen der großen, der Weltgeschichte fühlbar und erkennbar werden zu lassen“, habe der Film „nicht einzulösen vermocht“.
Der „Absicht“ Chantal Akermans kam vermutlich J. Hoberman näher, als er anlässlich einer Wiederaufführung von Les Rendez-vous d’Anna im November 2018 in der New York Times schrieb: „Persönlicher, als man vielleicht 1978 wahrgenommen hat, rückt der Film Akermans Themen, die sie ihre ganze Karriere lang beschäftigt haben, in den Vordergrund: Heimatlosigkeit, Einsamkeit, die Kind-Eltern-Beziehung, die Frage der sexuellen Identität.“
Für Jonathan Rosenbaum wirft der Film eine ganze Reihe von Fragen auf. Eine von ihnen lautet: „Wie erreicht Chantal Akerman es, dass ihre Bilder so wunderbar leuchtend und gleichzeitig so leichenhaft gruselig wirken?“ und eine andere: „Ist Les Rendez-vous d’Anna ein Buster-Keaton-Film für die 1970er?“.

## Varia
- Das Lied, das Anna im Hotelzimmer in Paris für Daniel singt, ist das Chanson Les amants d’un jour, das 1956 von Edith Piaf veröffentlicht worden war.

- Die Frage „Anna, where are you?“ auf dem Anrufbeantworter wurde von Chantal Akerman selbst gesprochen.[7]

- Lea Massari, die Darstellerin von Annas Mutter, hatte ca. zwanzig Jahre vorher in Antonionis Film Die mit der Liebe spielen (L’avventura) eine junge Frau gespielt, die plötzlich spurlos verschwunden ist – ihr Rollenname damals: „Anna“.

## Auszeichnungen
Auf dem „Festival cinématographique international de Paris“ im Oktober 1978 wurde Les Rendez-vous d’Anna mit dem Preis für die beste Regie ausgezeichnet.
Und noch im selben Monat erhielt Akermans Film den sogenannten „Bronze Hugo“ in der Kategorie „Best Film“ beim Chicago International Film Festival.
Als bester belgischer Film des Jahres 1978 wurde Les Rendez-vous d’Anna von der „Union de la critique de cinéma“ (Assoziation der belgischen Filmkritiker) mit dem „Prix André Cavens“ ausgezeichnet.